# Adrian (Geórgia)
Adrian é uma cidade localizada no estado americano de Geórgia, no Condado de Emanuel e Condado de Johnson.

## Demografia
Segundo o censo americano de 2000, a sua população era de 579 habitantes.
Em 2006, foi estimada uma população de 575, um decréscimo de 4 (-0.7%).

## Geografia
De acordo com o United States Census Bureau tem uma área de
3,7 km², dos quais 3,6 km² cobertos por terra e 0,1 km² cobertos por água. Adrian localiza-se a aproximadamente 103 m acima do nível do mar.

## Localidades na vizinhança
O diagrama seguinte representa as localidades num raio de 28 km ao redor de Adrian.